# Sky Sport (Италия)
Sky Sport — итальянская группа телеканалов, принадлежащая Sky Italia.

## Каналы
Sky Sport Uno — преимущественно футбольный канал. Здесь транслируются наиболее важные матчи.
Sky Sport Arena — специализируется на трансляциях баскетбола, теннис, американского футбола, боевых единоборств.
Sky Sport Football — транслирует футбол.
Sky Sport F1 и Sky Sport MotoGP — транслируют эксклюзивные соревнования в авто- и мотоспорте.
Sky Sport Tennis
Sky Sport 24 — круглосуточный новостной канал.
Sky Sport Calcio — футбольный канал.
Sky Sport — пакет из 13 футбольных каналов.

## Трансляции

### Футбол
- Лига чемпионов УЕФА
- квалификация ЧМ и ЧЕ
- Серия A
- Серия B
- Бундеслига

### Баскетбол
- НБА
- NCAA
- Евробаскет
- Серия А2
- Женский чемпионат Италии

### Автоспорт
- Формула-1

### Мотоспорт
- MotoGP

### Регби
- Кубок мира
- Кубок европейских чемпионов
- Чемпионшип
- Кубок шести наций
- Super Rugby

### Теннис
- Уимблдон
- Финал Мирового Тура ATP

### Американский футбол
- НФЛ
- NCAA

### Прочее
- Гольф
- Рестлинг